# Fußball-Weltmeisterschaft 2002/Südkorea
Dieser Artikel behandelt die südkoreanische Nationalmannschaft bei der Fußball-Weltmeisterschaft 2002 in Japan und Südkorea.

## Qualifikation
Als Gastgeber war Südkorea direkt für die Endrunde qualifiziert.

## Südkoreanisches Aufgebot
| Nr.               | Name           | Verein vor WM-Beginn   | Geburtstag | Spiele   | Tore     |          |          |          |          |
| Torhüter          | Torhüter       | Torhüter               | Torhüter   | Torhüter | Torhüter | Torhüter | Torhüter | Torhüter | Torhüter |
| ----------------- | -------------- | ---------------------- | ---------- | -------- | -------- | -------- | -------- | -------- | -------- |
| 1                 | Lee Woon-jae   | Suwon Bluewings        | 26.04.1973 | 7        | 0        | 0        | 0        | 0        |          |
| 12                | Kim Byung-ji   | Pohang Steelers        | 08.04.1970 | 0        | 0        | 0        | 0        | 0        |          |
| 23                | Choi Eun-sung  | Daejeon Citizen        | 05.04.1971 | 0        | 0        | 0        | 0        | 0        |          |
| Abwehrspieler     |                |                        |            |          |          |          |          |          |          |
| 2                 | Hyun Young-min | Ulsan Hyundai          | 25.12.1979 | 0        | 0        | 0        | 0        | 0        |          |
| 3                 | Choi Sung-yong | Suwon Bluewings        | 15.12.1975 | 0        | 0        | 0        | 0        | 0        |          |
| 4                 | Choi Jin-cheul | Jeonbuk Hyundai Motors | 26.03.1971 | 6        | 0        | 1        | 0        | 0        |          |
| 7                 | Kim Tae-young  | Chunnam Dragons        | 08.11.1970 | 7        | 0        | 2        | 0        | 0        |          |
| 10                | Lee Young-pyo  | FC Seoul               | 23.04.1977 | 5        | 0        | 0        | 0        | 0        |          |
| 15                | Lee Min-seong  | Busan I'Cons           | 23.06.1973 | 2        | 0        | 1        | 0        | 0        |          |
| 20                | Hong Myung-bo  | Pohang Steelers        | 12.02.1969 | 7        | 0        | 1        | 0        | 0        |          |
| Mittelfeldspieler |                |                        |            |          |          |          |          |          |          |
| 5                 | Kim Nam-il     | Chunnam Dragons        | 14.03.1977 | 5        | 0        | 1        | 0        | 0        |          |
| 6                 | Yoo Sang-chul  | Kashiwa Reysol         | 18.10.1971 | 7        | 1        | 1        | 0        | 0        |          |
| 8                 | Choi Tae-uk    | FC Seoul               | 13.03.1981 | 1        | 0        | 0        | 0        | 0        |          |
| 13                | Lee Eul-yong   | Bucheon SK             | 08.09.1975 | 4        | 1        | 1        | 0        | 0        |          |
| 16                | Cha Du-ri      | Korea University       | 25.07.1980 | 4        | 0        | 1        | 0        | 0        |          |
| 17                | Yoon Jong-hwan | Cerezo Osaka           | 16.02.1973 | 0        | 0        | 0        | 0        | 0        |          |
| 21                | Park Ji-sung   | Kyōto Purple Sanga     | 25.02.1981 | 7        | 1        | 1        | 0        | 0        |          |
| 22                | Song Chong-gug | Busan I'Cons           | 20.02.1979 | 7        | 1        | 1        | 0        | 0        |          |
| Stürmer           |                |                        |            |          |          |          |          |          |          |
| 9                 | Seol Ki-hyeon  | RSC Anderlecht         | 08.01.1979 | 7        | 1        | 1        | 0        | 0        |          |
| 11                | Choi Yong-soo  | JEF United Ichihara    | 10.09.1973 | 1        | 0        | 0        | 0        | 0        |          |
| 14                | Lee Chun-soo   | Ulsan Hyundai          | 09.07.1981 | 7        | 0        | 1        | 0        | 0        |          |
| 18                | Hwang Sun-hong | Kashiwa Reysol         | 14.07.1968 | 5        | 1        | 0        | 0        | 0        |          |
| 19                | Ahn Jung-hwan  | AC Perugia             | 27.01.1976 | 7        | 2        | 0        | 0        | 0        |          |
| Trainer           |                |                        |            |          |          |          |          |          |          |
|                   | Guus Hiddink   |                        | 08.11.1946 |          |          |          |          |          |          |

## Vorrunde
Als Gastgeber war Korea bei der Auslosung der Vorrundengruppen gesetzt. Die "dicken Brocken" wie Brasilien, Argentinien oder Frankreich stellten damit keine unmittelbare Gefahr dar.
Bei den vorangegangenen fünf WM-Teilnahmen hatte Südkorea nicht einen einzigen Sieg erringen können. Vor heimischen Publikum aber wurde die Negativserie eindrucksvoll beendet: Die schwachen Polen wurden in einem überlegen geführten Spiel mit 2:0 besiegt. Im zweiten Spiel gegen die USA geriet man früh mit 0:1 in Rückstand. Kurz vor der Halbzeitpause wurde zudem ein Elfmeter vergeben. Am Ende trennte man sich 1:1 unentschieden.
Im letzten Gruppenspiel traf man auf die hoch favorisierten Portugiesen, die aber bereits in der Anfangsphase einen Spieler durch eine rote Karte verloren. Mitte der zweiten Halbzeit stellte der Schiedsrichter einen weiteren Portugiesen vom Platz. Unmittelbar darauf fiel das 1:0 für Südkorea. Mit nur acht Feldspielern setzten die Portugiesen den Gastgeber in der Schlussphase massiv unter Druck, schafften aber nicht mehr den zum Erreichen des Achtelfinales benötigten Ausgleich. Südkorea war damit als Tabellenführer der Gruppe D für die nächste Runde qualifiziert. Mit Portugal war ein weiterer Favorit ausgeschieden.
| Südkorea | – | Polen    |  | 2:0 (1:0) |
| Südkorea | – | USA      |  | 1:1 (0:1) |
| Portugal | – | Südkorea |  | 0:1 (0:0) |

## Finalspiele
In einem dramatischen Spiel wurde im Achtelfinale Italien durch ein Golden Goal mit 2:1 bezwungen. Korea vergab in der fünften Minute einen Strafstoß und musste eine Viertelstunde später das italienische Führungstor hinnehmen. Erst kurz vor Schluss konnte, durch einen krassen Abwehrfehler begünstigt, der Ausgleich erzwungen werden. In der Verlängerung vergaben die Italiener einige klare Torchancen. In der 103. Minute erhielt Francesco Totti eine umstrittene gelb-rote Karte. In der 117. Minute erzielte Ahn das Siegtor für Korea.
Gegner im Viertelfinale war Spanien, das im Achtelfinale mit etwas Mühe Irland ausgeschaltet hatte. Die laufstarken Koreaner konnten das Spiel gegen die ohne Superstar Raul angetretenen Südeuropäer ausgeglichen halten. Die Spanier hatten aber, vor allem in der Verlängerung, die klareren Torchancen, die aber zum Teil durch eindeutige Schiedsrichterfehlentscheidungen nicht zum Erfolg führten. Das abschließende Elfmeterschießen gewann Südkorea mit 5:3.
Im Halbfinale wartete mit Deutschland ein weiterer Gegner mit großem Namen auf die Asiaten. Da Südkorea in den vergangenen beiden Spielen in die Verlängerung gehen musste, waren die Spieler läuferisch etwas schwächer als gewohnt. Dennoch dauerte es bis zur 75. Minute, ehe Ballack die deutsche Führung erzielen konnte. Der furiose Siegeszug der Gastgeber war zu Ende. Im Spiel um den dritten Platz verlor man gegen die Türkei mit 2:3.
| Achtelfinale        |   |          |  |                      |
| Südkorea            | – | Italien  |  | 2:1 n. V. (1:1, 0:1) |
| Viertelfinale       |   |          |  |                      |
| Spanien             | – | Südkorea |  | 0:0 n. V., 3:5 i. E. |
| Halbfinale          |   |          |  |                      |
| Deutschland         | – | Südkorea |  | 1:0 (0:0)            |
| Spiel um Platz drei |   |          |  |                      |
| Südkorea            | – | Türkei   |  | 2:3 (1:3)            |